# Wilhelmina Bay
Die Wilhelmina Bay (französisch Baie Wilhelmine, in Argentinien Bahía Guillermina) ist eine Bucht an der Danco-Küste des Grahamlands auf der Antarktischen Halbinsel. Sie liegt zwischen der Reclus-Halbinsel und Kap Anna.
Entdeckt wurde sie bei der Belgica-Expedition (1897–1899) unter der Leitung des belgischen Polarforschers Adrien de Gerlache de Gomery. Benannt ist sie nach der damaligen niederländischen Monarchin Wilhelmina (1880–1962).